# 西古川駅
西古川駅（にしふるかわえき）は、宮城県大崎市古川新堀（にいぼり）字旭町にある、東日本旅客鉄道（JR東日本）陸羽東線の駅である。加美郡加美町の中新田市街地の最寄駅でもある。

## 歴史
現在の陸羽東線のルートが具体的に決まっていなかったころ、宮城県の加美郡や山形県の北村山郡はこの鉄道路線の誘致を目指した。しかし、のちの測量によって玉造郡の方が鉄道の敷設に都合がいいことが判明し、古川から西については、北西方向の岩出山へ線路を直線的に敷設することが考えられた。これに対して中島金也等の加美郡の町村長達は、鉄道院総裁の後藤新平にこの鉄道ルートの変更を陳情し、加美郡の中新田町に近い志田郡志田村まで線路を迂回させることに成功し、ここに駅が設置されることになった。中新田町は鉄道の敷設に必要な土地の買収費用に対して寄付金を準備していたが、駅の位置が問題になって中新田町の町会は紛糾した。志田村における駅設置は鉄道誘致の成功であると主張する者がいる一方で、加美郡に線路が来ないと決まった以上、寄付はもはや無用であると主張する者もおり、結果として、寄付金の宛ては鉄道院から加美郡へと変わった。こうした経過を経て、1913年（大正2年）に中新田駅は陸羽線の駅として開業した。1929年（昭和4年）に仙台から北上してきた軽便鉄道の仙台鉄道がこの駅に乗り入れた。
志田村は1950年（昭和25年）12月15日に、他の村と共に古川町に編入合併されて古川市の一部となり、1957年（昭和32年）に中新田駅は西古川駅に改称された。1960年（昭和35年）に仙台鉄道が廃止され、西古川駅は再び陸羽東線の単独駅に戻った。

### 年表
- 1913年（大正2年）4月20日：宮城県志田郡志田村字新堀に中新田駅（なかにいだえき）として開業[1]。
- 1929年（昭和4年）9月17日：仙台鉄道が乗り入れ。
- 1957年（昭和32年）4月1日：西古川駅に改称[1]。
- 1960年（昭和35年）5月1日：仙台鉄道が廃止。
- 1971年（昭和46年）11月30日：貨物の取り扱いを廃止[1]。
- 1983年（昭和58年）3月7日：CTC化により、業務委託化。
- 1984年（昭和59年）2月1日：荷物の扱いを廃止[1]。
- 1987年（昭和62年）4月1日：国鉄分割民営化により、東日本旅客鉄道（JR東日本）の駅となる[1]。
- 2005年（平成17年）4月1日：業務委託が廃止され、無人化。
- 2024年（令和6年）10月1日：えきねっとQチケのサービスを開始[2][5]。
- 2025年（令和7年）4月1日：おおさき日本語学校の開校のため有人化。

## 駅構造
島式ホーム1面2線を有する地上駅である。ホーム上には木造の待合室がある。駅舎との間は跨線橋で連絡している。
小牛田統括センター（古川駅）管理の簡易委託駅で乗車駅証明書発行機が設置されている。
2025年（令和7年）4月に本州初の公立日本語学校「おおさき日本語学校」が開校し、その最寄駅となることから大崎市職員による窓口での切符販売が再開された。

### のりば
| 番線 | 路線      | 方向 | 行先               |
| ---- | --------- | ---- | ------------------ |
| 1    | ■陸羽東線 | 下り | 鳴子温泉・新庄方面 |
| 2    | ■陸羽東線 | 上り | 小牛田・仙台方面   |

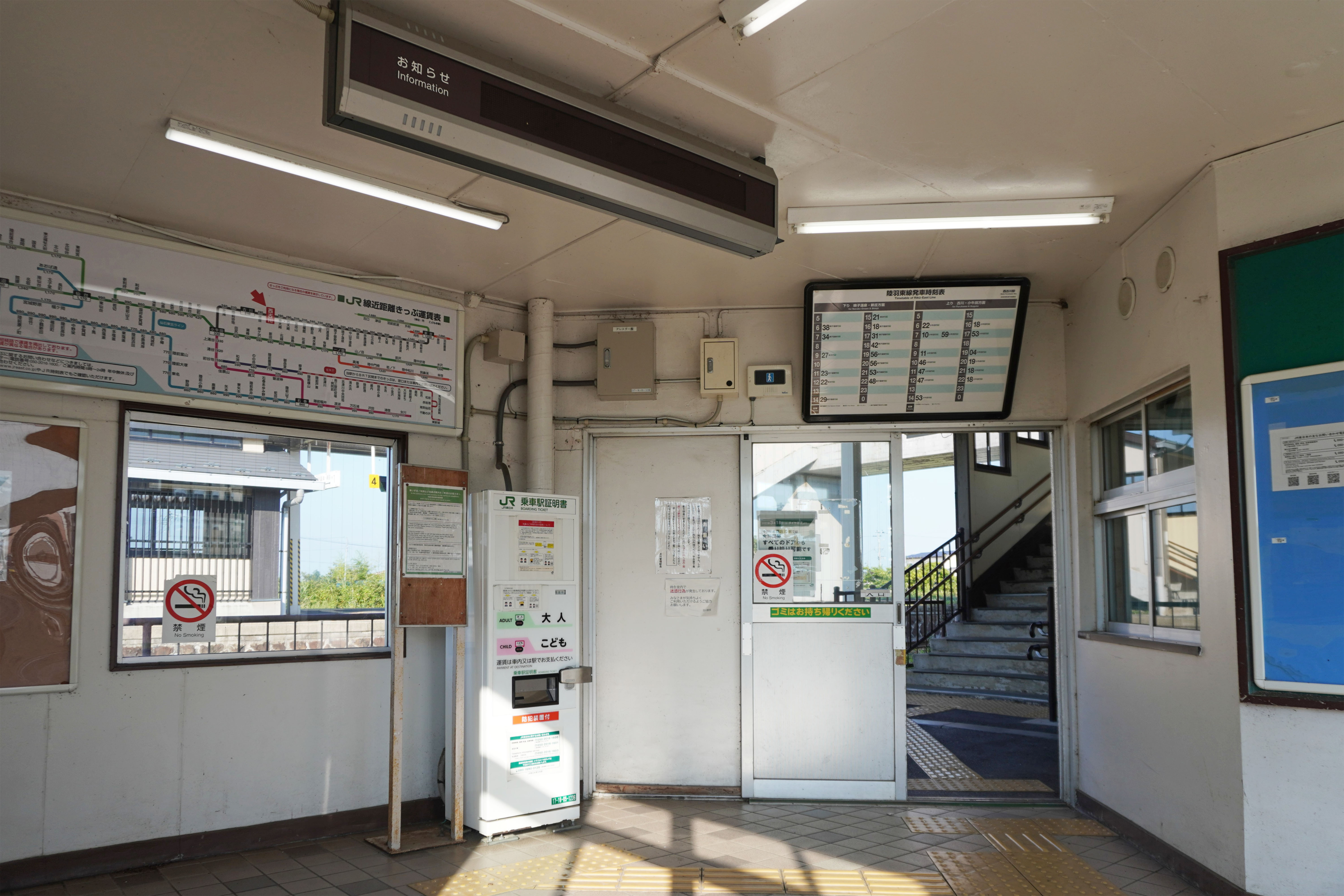
駅舎内（2023年7月）
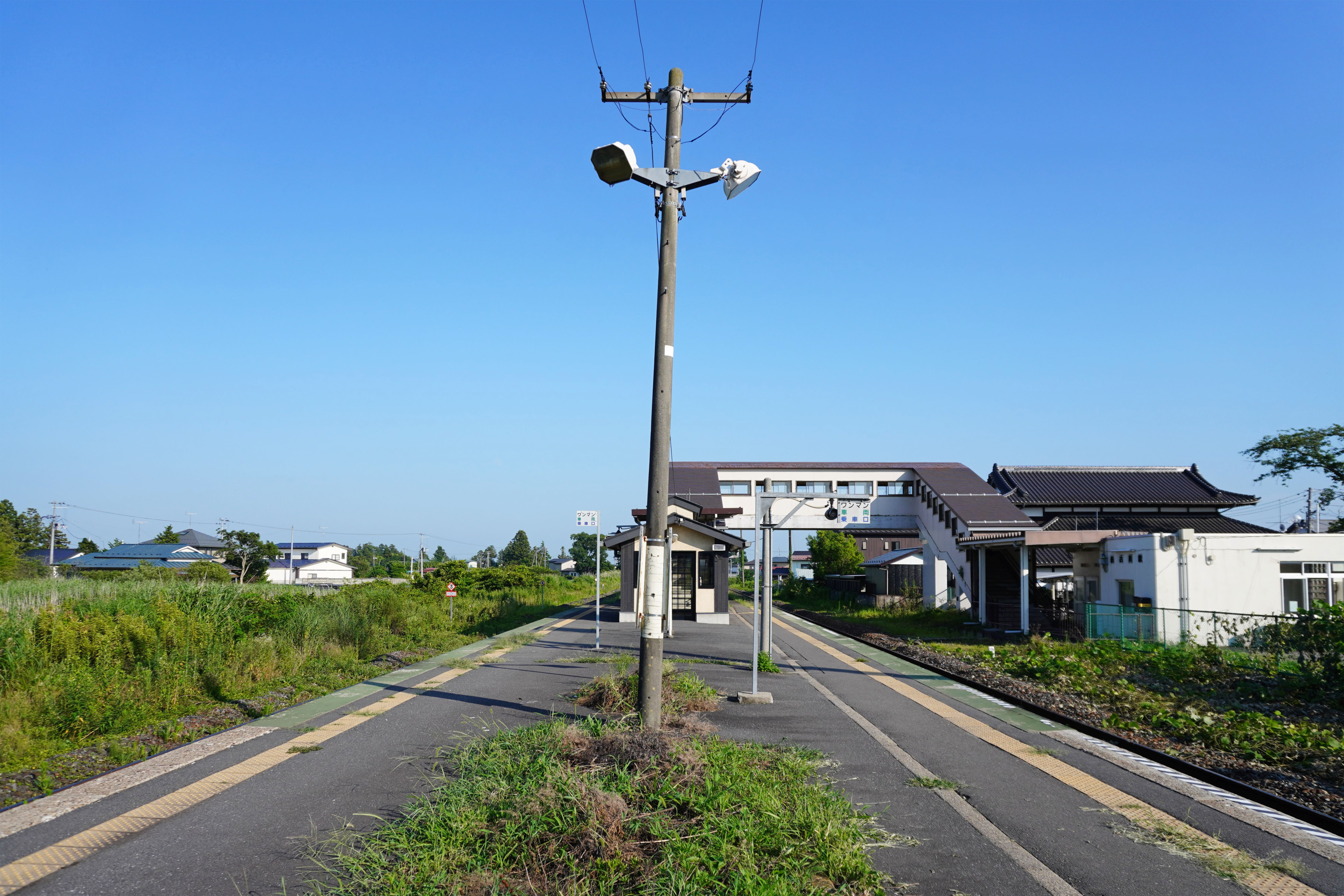
ホーム（2023年7月）

## 利用状況
JR東日本によると、2000年度（平成12年度）- 2003年度（平成15年度）の1日平均乗車人員の推移は以下のとおりであった。
| 乗車人員推移       | 乗車人員推移     | 乗車人員推移 |
| 年度               | 1日平均 乗車人員 | 出典         |
| ------------------ | ---------------- | ------------ |
| 2000年（平成12年） | 571              | [ 8 ]        |
| 2001年（平成13年） | 588              | [ 9 ]        |
| 2002年（平成14年） | 568              | [ 10 ]       |
| 2003年（平成15年） | 503              | [ 11 ]       |

## 駅周辺
周辺は住宅が多い。タクシーの待ち合いがある。公衆電話がある。
- 国道347号
- 宮城県道162号清水下狼塚線
- 西古川駅前郵便局
- おおさき日本語学校
- ミヤコーバス「西古川駅前」停留所

## 隣の駅
東日本旅客鉄道（JR東日本）
■陸羽東線
塚目駅 - 西古川駅 - 東大崎駅

### かつて存在した路線
仙台鉄道
加美中新田駅 - 西古川駅